# Наемник на правосъдието
„Наемник на правосъдието“ (на английски: Mercenary for Justice) е американско-южноафрикански екшън филм от 2006 година на режисьора Дон ФаунтЛеРой.

## Сюжет
Внимание:  Текстът по-долу разкрива сюжета на произведението (или части от него)!
Отрасъл на наемник Джон Сигър е победен от предателство агент на ЦРУ Дрешам. В битката той убиха приятеля му. Сигър реши да се оттегли от индустрията, въпреки това, той е принуден да вземе друга мисия.

## Актьорски състав
- Стивън Сегал – Джон Сийгър
- Жаклин Лорд – Максин Барнол
- Роджър Гуенвур Смит – Чапъл
- Люк Гос – Дрешъм
- Едриън Галей – Булдог
- Михаел Кенет Уилямс – Самюел
- Ланглей Къркууд – Крюгер